# 喬治·杜梅吉爾
乔治·杜梅吉尔（法語：Georges Dumézil，1898年3月4日—1986年10月11日），法国比较语言学家，生于巴黎，毕业于巴黎高等师范学院，以对原始印欧宗教与社会中的主权和权力的分析而知名，他提出了原始印欧社会的社会三功能假说。其學術論點，亦影響米歇爾·傅柯的《古典時期瘋狂史》寫作。曾在高等研究应用学院和法兰西公学院任职。